# Pleskaci, Pereiaslav-Hmelnițki
Pleskaci (în ucraineană Плескачі) este un sat în comuna Velîka Karatul din raionul Pereiaslav-Hmelnițki, regiunea Kiev, Ucraina.

## Demografie
Componența lingvistică a localității Pleskaci
     Ucraineană (100%)
Conform recensământului din 2001, toată populația localității Pleskaci era vorbitoare de ucraineană (100%).